# Alchemilla sciadiophylla
Alchemilla sciadiophylla är en rosväxtart som beskrevs av Werner Hugo Paul Rothmaler. Alchemilla sciadiophylla ingår i släktet daggkåpor, och familjen rosväxter. Inga underarter finns listade i Catalogue of Life.